# Reuteroscopus dreisbachi
Reuteroscopus dreisbachi är en insektsart som beskrevs av Knight 1965. Reuteroscopus dreisbachi ingår i släktet Reuteroscopus och familjen ängsskinnbaggar. Inga underarter finns listade i Catalogue of Life.